# Йордан Кисьов
Хаджи Йордан Кисьов е известен като предателя на Велчовата завера.

## Биография
Роден е в град Елена. Син е на хаджи Иван Кисьов, уважаван еленски първенец, участник в Гръцката завера от 1821 година, отровен от търновския войвода турчин и превърнал се в най-скъпата жертва, която град Елена дава в това събитие. Родът на Кисьови е сред най-богатите и известни родове в Елена, наред с Разсуканови, Робовски, Горбанови, Михайловски, Кършовски. Кум на семейството е друга историческа личност от Елена – хаджи Йордан Брадата, съорганизатор на Велчовата завера. Изиграва важна роля за приобщаване на Хаджи Йордан Кисьов към заверата, наред с Велчо Атанасов – Джамджията, Колю Гайтанджията, Георги Кисимов (баща на Пандели Кисимов) и други смели търновци.
Чорбаджията Йордан Кисьов, влязъл също в Заверата с претенции на довереник, всъщност е човекът, който предава Велчовата завера.
През следващите години животът на х. Йордан Кисьов в Елена продължава в познатото русло – той е несменяем чорбаджия, епитроп на църквата, винаги демонстрира султанското благоволение с подарения „биниш“ и „жълтите чехли“. Но ненавистта на околните постепенно започва да набира скорост и да търси възмездие. В спомените си Юрдан Ненов възстановява конкретни случки, свързани както с неговото поведение, така и с отношението към него на мнозинството хора от Еленския край.
През 1839 г., в резултат от народно искане с обвинения в злоупотреби с общите пари на града х. Йордан Кисьов е арестуван и отведен в Цариград. Там според мемоариста престоява близо година, за да издейства оправдаването си. Завърнал се в Елена, няма предишната власт. Животът на целия род клони към пълен упадък. През 1848 г. се обесва брат му х. Милан х. Кисьов, дъщерята и зетят на самия х. Йордан го ограбват и лишават от най-сигурната му опора – парите, синовете му според Н. Обретенов се пропиват...
Едва тогава у него изглежда проговаря чувството за някаква вина и гузна съвест, за да остави в книга от личната си библиотека така много коментираното самопризнание: „Бог да ми прости греха за монастирската завера, сене 1835.“ Умира в Русе през 1865 година.